# Eugène Buttigieg
Eugène Buttigieg (* 1961 in Sliema) ist ein maltesischer Jurist. Er ist Richter am Gericht der Europäischen Union.

## Leben und Wirken
Buttigieg studierte Rechtswissenschaften an der Universität Malta, wo er 1986 seinen Abschluss machte. 1987 wurde er zur maltesischen Anwaltschaft zugelassen und nahm anschließend eine Tätigkeit als Legal Officer im maltesischen Justizministerium auf. 1990 stieg er zum Senior Legal Officer auf. 1991 erwarb er den Titel Master in European Legal Studies an der University of Exeter. Ab 1994 war Buttigieg hauptsächlich in der Lehre an der Universität Malta tätig. Dort war er zunächst Lehrbeauftragter und ab 2001 Dozent und schließlich ab 2007 beigeordneter Professor. 2004 wurde er von der University of London zum Dr. iur. promoviert. Von 1994 bis 2005 war er Mitglied der maltesischen Urheberrechtskommission und zusätzlich neben seiner Lehrtätigkeit bis 2012 Rechtsberater für Unions-, Wettbewerbs-, Urheber- und Verbraucherschutzrecht in der Privatwirtschaft und ab 2000 auch im maltesischen Wirtschaftsministerium. 2009 übernahm er an der Universität Malta einen Jean-Monnet-Lehrstuhl für Europäisches Recht, 2019 wurde er dort ordentlicher Professor. Als Rechtswissenschaftler liegen seine Forschungsschwerpunkte vor allem im europäischen und internationalen Handels- und Wettbewerbsrecht sowie im Staatsangehörigenrecht.
Buttigieg wurde am 8. Oktober 2012 zum Richter am Gericht der Europäischen Union ernannt.